# Superliga hokeja na trawie (2023/2024)
Superliga hokeja na trawie (2023/2024) – 87. edycja rozgrywek o drużynowe mistrzostwo Polski mężczyzn, a piąta pod nadzorem spółki „Hokej Superliga”.

## System rozgrywek[1]
Rozgrywki były prowadzone z udziałem 8 drużyn i były podzielone na dwie fazy: zasadniczą i finałową.
W fazie zasadniczej każda z drużyn rozegrała po 14 meczów systemem ligowym („każdy z każdym”). Cztery czołowe zespoły po fazie zasadniczej rozegrały fazę finałową o medale mistrzostw Polski. Ostatnia drużyna została zdegradowana do I ligi, a zespół z 7. miejsca zmierzył się w dwumeczu barażowym z wicemistrzem I ligi o utrzymanie.
Mistrzem Polski po raz 27. został WKS Grunwald Poznań, a zdegradowany został HKS Siemianowiczanka. Najlepszym strzelcem został Damian Jarzembowski z Grunwaldu, który zdobył 24 gole. Do Superligi awansował LKS Gąsawa.

## Faza zasadnicza
| Lok. | Drużyna                    | Mecze | Punkty | Bramki |
| ---- | -------------------------- | ----- | ------ | ------ |
| 1.   | HK Pomorzanin Toruń        | 14    | 30     | 46-29  |
| 2.   | WKS Grunwald Poznań        | 14    | 27     | 54-24  |
| 3.   | AZS Politechnika Poznańska | 14    | 26     | 34-30  |
| 4.   | KS Stella Gniezno          | 14    | 25     | 41-32  |
| 5.   | KS AZS AWF Poznań          | 14    | 25     | 33-32  |
| 6.   | KS Warta Poznań            | 14    | 18     | 32-42  |
| 7.   | LKS Rogowo                 | 14    | 14     | 33-47  |
| 8.   | HKS Siemianowiczanka       | 14    | 4      | 20-57  |

     Faza finałowa o mistrzostwo Polski
     Baraż o utrzymanie
     Spadek do I ligi

## Faza finałowa

### Półfinały Mistrzostw Polski
| Drużyna             | Wynik      | Drużyna                    |
| ------------------- | ---------- | -------------------------- |
| KS Pomorzanin Toruń | 1:1 4:3 kz | KS Stella Gniezno          |
| WKS Grunwald Poznań | 4:2        | AZS Politechnika Poznańska |

### Mecz o III miejsce Mistrzostw Polski
| Drużyna           | Wynik | Drużyna                    |
| ----------------- | ----- | -------------------------- |
| KS Stella Gniezno | 2:3   | AZS Politechnika Poznańska |

### Finał Mistrzostw Polski
| Drużyna             | Wynik | Drużyna             |
| ------------------- | ----- | ------------------- |
| KS Pomorzanin Toruń | 0:2   | WKS Grunwald Poznań |

## Baraż o utrzymanie
| Drużyna                    | Wynik | Drużyna                    |
| -------------------------- | ----- | -------------------------- |
| UKS Ósemka Tarnowskie Góry | 0:3   | LKS Rogowo                 |
| LKS Rogowo                 | 5:5   | UKS Ósemka Tarnowskie Góry |

## Medaliści
| Lp. | Drużyna                    |
| --- | -------------------------- |
| 1.  | Grunwald Poznań            |
| 2.  | Pomorzanin Toruń           |
| 3.  | AZS Politechnika Poznańska |